# Benito Zambrano

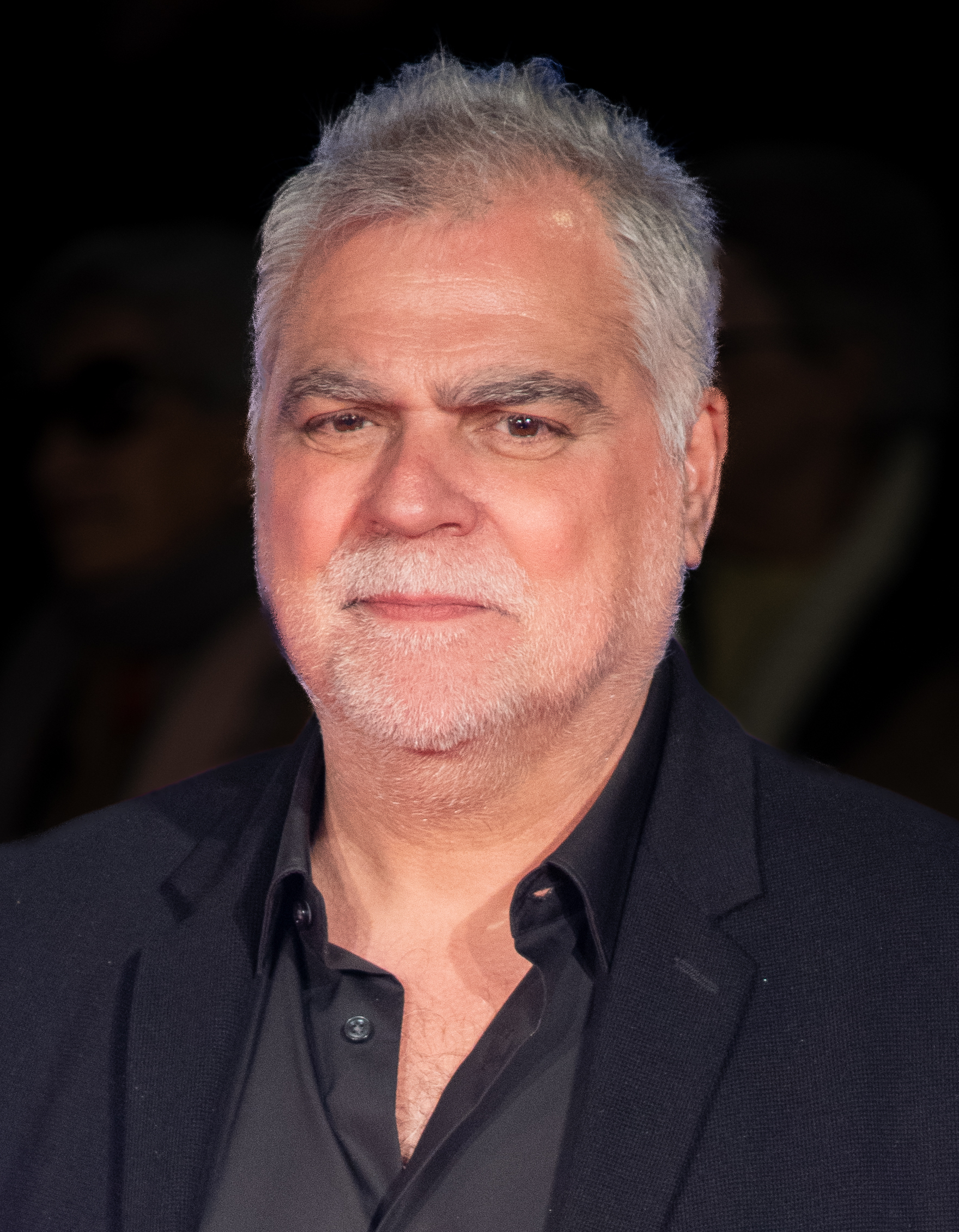
Benito Zambrano (2024)

Benito Zambrano (* 20. März 1965 in Lebrija) ist ein spanischer Regisseur.
In Sevilla studierte er Dramaturgie am Theaterinstitut. Danach arbeitete er als TV-Kameramann beim Canal Sur. 1992 ging er nach Kuba und studierte zwei Jahre an der Internationalen Schule für Film und Fernsehen in San Antonio de los Baños. Für seinen ersten Kinofilm Solas erhielt er auf der Berlinale 1999 den Panorama-Publikumspreis.

## Filmografie

### Kinofilme
- 1999: Solas (Regie und Drehbuch)
- 2005: Havanna Blues (Regie und Drehbuch)
- 2021: Die Insel der Zitronenblüten (Pan de limón con semillas de amapola, Regie und Drehbuch)

### Sonstige Filme
- 2002: Padre Coraje (Regie und Drehbuch, TV)
- 1994: Amores (Co-Autor, Spielfilm)
- 1994: El Encanto de la luna lleno (Regie, Kurzfilm)
- 1993: Tres Minutos para la fama (Regie, Kurzfilm/Video)
- 1993: Putas y huevos (Kamera)
- 1993: Los que se quedaron (Regie, Dokumentar-Video)
- 1991: Para qué sirve un río? (Regie, Dokudrama/Video)
- 1990: Melli (Kurzfilm)
- 1988: ¿Quién soy yo? (Kurzfilm)
- 1987: La última humillación (Kurzfilm)